# Céchi
Céchi  è una città e sottoprefettura della Costa d'Avorio appartenente al dipartimento di Agboville. Conta una popolazione di 22 779 abitanti (censimento 2014).